# 트로마스 워
《트로마스 워》(Troma's War)는 미국에서 제작된 로이드 카우프만 감독의 1988년 영화이다. 마이클 허즈 등이 제작에 참여하였다. 1986 제작이 시작되었고 1988년 극장 개봉되었다.

## 출연
- 릭 워시번
- 패트릭 웨더스
- 제시카 더블린
- 찰스 케이-헌

## 기타
- 협력프로듀서: 제프리 W. 사스
- 협력프로듀서: 릭 워시번
- 미술: 알렉시스 그레이